# Treno di panna (film)
Treno di panna è un film italiano del 1988 scritto e diretto da Andrea De Carlo, ispirato liberamente al suo romanzo d'esordio.
Venne presentato alla 45ª Mostra internazionale d'arte cinematografica di Venezia, nella sezione Nuovi orizzonti.

## Trama
Giovanni Maimeri, giovane chitarrista, arriva a New York dove viene ospitato dal suo amico Ron, pure lui musicista, e dalla sua ragazza. La convivenza tra i tre diventa però subito difficile, e quando Giovanni commenta in modo sfavorevole una canzone che Ron gli fa ascoltare, senza sapere che ne è lui il compositore, i due lo cacciano. Dopo avere vagabondato per la città, trova alloggio in un miserabile hotel della Bowery. Il giorno dopo viene derubato dei suoi pochi soldi e della chitarra. Trova lavoro come cameriere in un ristorante, dove conosce la giovane cassiera Jill: tra i due nasce subito una simpatia. Un giorno Giovanni si licenzia e inizia un altro lavoro: l'insegnante di italiano in una scuola. Tra i suoi studenti c'è anche Marsha Mellows, una famosa attrice per cui il ragazzo inizia a provare dei forti sentimenti, suscitando la gelosia di Jill.

## Produzione
Alcuni degli attori utilizzati da Andrea De Carlo erano non professionisti: tra loro spiccano Ludovico Einaudi (musicista) e Pietro Spica (pittore). Lo stesso De Carlo appare come attore interpretando il chitarrista nel locale dove vanno Giovanni e Jill e in cui appare per la prima volta Marsha Mellows.

## Distribuzione
È uscito in Italia il 9 settembre 1988.

## Colonna sonora
Le musiche originali sono di Ludovico Einaudi. Due canzoni, Honey Date e I Just Can't Get Through sono scritte da Ludovico Einaudi e Andrea De Carlo. La prima è cantata dal musicista torinese, la seconda dal romanziere milanese.
La versione di I Just Can't Get Through cantata in una delle scene finali da Carol Alt è stata registrata dalla stessa attrice, sotto la direzione musicale di Einaudi.